# El miracle del Crist del Rescat
El El miracle del Crist del Rescat o Crist del Rescat és la primera obra pública conservada de del pintor espanyol Jeroni Jacint Espinosa, signada i datada amb precisió, fent constar la seua edat, vint-i-dos anys. Es tracta d'un oli sobre llenç de temàtica religiosa amb unes dimensions de 243 × 168 cm. Va ser pintat per al convent dels agustins de Santa Tecla de València, passant després al que tenien extramurs de la ciutat. En l'actualitat el quadre pertany a la col·lecció privada dels patrons del convent, destruït en la Guerra Civil Espanyola.
L'assumpte representat, el miraculós rescat d'un crucifix que havia caigut en poder de pirates algerians, mancava d'antecedents iconogràfics, fet que va obligar el jove pintor a inventar la composició i els tipus.
Segons la narració de fra Juan Ximénez que dos anys després de pintar-se el quadre va publicar una Relación del milagrosos rescate del Crucifixo de la monjas de San Joseph de Valencia que está en Santa Tecla, uns comerciants valencians trobant-se a Alger es van oferir a pagar el seu pes en plata i, posat sobre la balança, es va equilibrar amb només trenta rals. Portat a València en 1560, immediatament va ser objecte de culte i tingut per molt miraculós.
El quadre presenta l'instant quan els dos platerets de la balança s'equilibren. Espinosa col·loca la imatge de Crist en escorç, ben resolta la seua anatomia i intensament il·luminada pel focus de llum procedent de l'esquerra, amb la qual se subratlla el seu caràcter escultòric. En composició apinyada, portant les figures al primer pla amb cert horror al buit, els protagonistes de la història envolten la imatge de Crist amb rostres expressius: els mercaders valencians, un d'ells agenollat a la dreta, amb les mans plenes amb les monedes que estava disposat a seguir col·locant al platet, miren el Crist amb respecte, i fervor. Entre ells, el pirata mira el fidel de la balança amb desconfiança i tracta de desequilibrar-la amb les mans, en tant el cadi gesticula mostrant sorpresa. Sense amb prou feines espai apunten els caps d'alguns curiosos comentant el prodigi i un nen s'encimbella a una escala per observar-ho millor. A les llunyanies, en escena nocturna il·luminada amb llums platejates: el mateix crucifix és rescatat del mar, amb un salt notable en les escales.
En esta primera obra Espinosa mostra ja el coneixement de la pintura de Francesc Ribalta tant en la composició atapeïda com en el tractament de la llum dirigida, en la qual demostra ja un ple domini de la tècnica tenebrista, que serà la que seguirà emprant al llarg de la seua carrera. L'habilitat i seguretat amb què és capaç d'enfrontar-se a un assumpte nou, el magisteri que mostra en els detalls de la natura morta i el realisme amb el qual estan tractats els rostres, anticipen molt del que serà l'obra futura d'Espinosa.